# Veliki Šušnjar
Veliki Šušnjar falu Horvátországban, Sziszek-Monoszló megyében. Közigazgatásilag Petrinyához tartozik.

## Fekvése
Sziszek városától légvonalban 20, közúton 32 km-re délnyugatra, községközpontjától légvonalban 13, közúton 17 km-re délre a Báni végvidék középső részén, a Zrinyi-hegység északi lejtőin, Vlahović, Dodoši és Grabovac Banski között fekszik. A domborzat itt megy át hegységből dombságba. Hat fő településrésze Janatovići, Bogojevići, Bunčići, Marčići, Milobratovići és Pilipovići az itt élt családok neveit viselik.

## Története
Az itt talált leletek alapján a település már a vaskorban lakott volt, határában a hallstatti kultúra nagyméretű erődített településének maradványai kerültek elő. Šušnjar betelepülésének előzményeként az 1683 és 1699 között felszabadító harcokban a keresztény seregek kiűzték a térségből a törököt és a török határ az Una folyóhoz került vissza. Ezután a török uralom alatt maradt Közép-Boszniából, főként a Kozara-hegység területéről és a Sana-medencéből  pravoszláv szerb családok érkeztek a felszabadított területekre. Az újonnan érkezettek szabadságjogokat kaptak, de ennek fejében határőr szolgálattal tartoztak. El kellett látniuk a várak, őrhelyek őrzését és részt kellett venniük a hadjáratokban. Šušnjar benépesülése is a 17. században kezdődött, majd több hullámban a 18. században is folytatódott. 1696-ban a szábor a bánt tette meg a Kulpa és az Una közötti határvédő erők parancsnokává, melyet hosszas huzavona után 1704-ben a bécsi udvar is elfogadott. Ezzel létrejött a Báni végvidék (horvátul Banovina), mely katonai határőrvidék része lett. 1745-ben megalakult a Petrinya központú második báni ezred, melynek fennhatósága alá ez a vidék is tartozott. A falu temploma 1764-ben épült.
1881-ben megszűnt a katonai közigazgatás és Zágráb vármegye Glinai járásának része lett. 1857-ben 802, 1910-ben 972 lakosa volt. A 20. század első éveiben a kilátástalan gazdasági helyzet miatt sokan vándoroltak ki a tengerentúlra. 1918-ban az új szerb-horvát-szlovén állam, majd később Jugoszlávia része lett. A második világháború idején a Független Horvát Állam része volt, de lakossága fellázadt a fasiszta hatalom ellen. Sokan csatlakoztak a partizán egységekhez. A faluba benyomuló usztasák házait a templommal együtt felgyújtották. A háború után a béke időszaka köszöntött a településre. Enyhült a szegénység és sok ember talált munkát a közeli városokban. Ennek következtében újabb kivándorlás indult meg. Sok fiatal települt át a jobb élet reményében a közeli városokba, Glinára és Petrinyára. A délszláv háború előestéjén lakosságának 98%-a szerb nemzetiségű volt. A falu 1991. június 25-én a független Horvátország része lett, de szerb lakossága a Krajinai Szerb Köztársasághoz csatlakozott. A kis számú horvát lakosságot elűzték. A falut 1995. augusztus 6-án a Vihar hadművelettel foglalta vissza a horvát hadsereg. A szerb lakosság többsége elmenekült. 2011-ben 117 lakosa volt.

## Népesség
| Lakosság változása | Lakosság változása | Lakosság változása | Lakosság változása | Lakosság változása | Lakosság változása | Lakosság változása | Lakosság változása | Lakosság változása | Lakosság változása | Lakosság változása | Lakosság változása | Lakosság változása | Lakosság változása | Lakosság változása | Lakosság változása |
| ------------------ | ------------------ | ------------------ | ------------------ | ------------------ | ------------------ | ------------------ | ------------------ | ------------------ | ------------------ | ------------------ | ------------------ | ------------------ | ------------------ | ------------------ | ------------------ |
| 1857               | 1869               | 1880               | 1890               | 1900               | 1910               | 1921               | 1931               | 1948               | 1953               | 1961               | 1971               | 1981               | 1991               | 2001               | 2011               |
| 802                | 919                | 861                | 990                | 926                | 972                | 929                | 988                | 623                | 626                | 644                | 603                | 514                | 455                | 108                | 117                |

## Nevezetességei
Lázár feltámasztása és Keresztelő Szent János tiszteletére szentelt pravoszláv parochiális fatemploma 1764-ben épült a falu feletti Lazarevo Brdo nevű magaslaton. 1941-ben az usztasák felgyújtották. Az 1970-es években a buzetai Vasilie Muždek irányításával új, kisebb kápolnát építettek a helyére. Ennek ma csak betonalapjai láthatók a szintén elpusztult helyi temetőben.